# Desmoncus phoenicocarpus
Desmoncus phoenicocarpus är en enhjärtbladig växtart som beskrevs av João Barbosa Rodrigues. Desmoncus phoenicocarpus ingår i släktet Desmoncus och familjen Arecaceae. Inga underarter finns listade i Catalogue of Life.